# 格里菲斯 (剑风传奇)
格里菲斯（日语： Gurifisu），是由三浦建太郎创作的日本漫画《剑风传奇》中的主要角色。格里菲斯的外貌仿佛天使般美丽，他是一位魅力超凡、武艺娴熟的佣兵团（鹰之团）领袖。他在遇见格斯之后，便利用一次决斗击败了他并迫使其加入了鹰之团；格里菲斯宣称格斯今后是他的“所有物”，两人之间的友情和最终的决裂构成了漫画剧情的主要焦点。在“蚀”来临之际，因侵犯夏洛特公主而沦为残疾的格里菲斯为了实现他建立一个王国的梦想，便向“神之手”献祭了鹰之团所有的战友及部下，用他们的生命换来了自己的涅槃重生，他由此成为了“神之手”的第五位成员，并被重新命名为“黑暗之翼·费蒙特”。读者对格里菲斯的批评异常激烈，他也因作为格斯一生的挚友与宿敌而受到漫画和游戏粉丝们的喜爱。

## 角色创作
作者三浦建太郎在一次采访中透露，他以与后来的漫画家森康司的友谊为灵感构思出了格斯和格里菲斯之间的关系。三浦表示，他并没有从一开始就计划让格斯去对抗格里菲斯，而是在第三卷结束时才打算这样做。三浦说：“首先，如果格斯生气了，那他愤怒的对象肯定是确实存在的。所以我问自己，人们最痛恨什么，我会想到必然是曾经伤害过自己的事物吧。但正如我已经说过的，我是一个非常珍视友谊的人，所以自然而然地想到了或许可以将格斯愤怒的对象设定为朋友，或者至少是同龄人这样子吧。”
三浦表示，他原本打算让格里菲斯直接化身魔王“费蒙特”成为格斯的敌人，但是在完成黄金时代篇的故事之后，格里菲斯的角色太过于突出，因此他不希望格里菲斯以这种形式与格斯战斗，因为“他与以前的形象相同才会使他们的对抗过程更加深刻和感人”。当被告知格里菲斯在他与库夏恐帝加历西迦的斗争剧情中看起来更像一个主角时，三浦表示：“我打算将格里菲斯描绘成一个几乎从不谈论自己的精神状态的角色，而是通过聚集在他周围的角色来侧面表达出格里菲斯的精神情感，这样的话能更好地提升强烈的反差效果。”

## 社会反响
格里菲斯的性格特征一直是该作品的热议话题，读者普遍讨论他在黄金时代结束时的背叛是自发的决定还是由超越他控制的外部因素造成的。评论家娜塔莉·库尔玛在她对《剑风传奇》中超人类主义及其相关伦理问题的分析中谈到了格里菲斯，并表示“他是通过主动舍弃了旧的躯壳和感情，以换取实现他拥有自己的王国的梦想。”
动画新闻网作家安妮·兰斯诺丝称格里菲斯是一个“完美的反派”，她称赞其性格中的人性以及导致他在最后选择了“悲劇的缺憾”。格里菲斯在美国杂志《粘贴》评选的“有史以来最伟大的20名动漫恶棍”名单中排名第二，该杂志称他为“《剑风传奇》中格斯的完美宿敌——两个人的生死战斗也体现了善恶之间的角逐和命运的自决，毫无疑问的是，格里菲斯是彻头彻尾的路西法式的恶棍。”
《狂热邮报》的评论家丹尼尔·布里斯科认为格里菲斯是一个神秘的角色，因为他总是非常成熟且富有怜悯之心，他还指出“一个如此善于领导、思考和战斗的人让故事的一切变得格外有趣。”拉纳沙·坎贝尔在漫画的第4卷中赞扬了格里菲斯对于剧情的推动，他称格里菲斯在前几章中狡猾的一面以及他对其忠实追随者的令人发指的背叛都展现了他作为野心家的邪恶才能，并将成为格斯未来面临的最强大的对手。”专栏作家斯凯勒·艾伦则称：“格里菲斯背叛了所有曾经关心过他的人，这反映了他对权力的赤裸裸的渴求，该作品总是将野心视为对人类至关重要的东西，但同时也提醒了我们它同样可以导致人们舍弃人性。格里菲斯的野心虽然把他带到了很高的高度，但同时也把他变成了一个字面意义上的怪物。”